# Newton (Alabama)
Newton es un pueblo ubicado en el condado de Dale en el estado estadounidense de Alabama. En el censo de 2000, su población era de 1708.

## Demografía
En el 2000 la renta per cápita promedia del hogar era de $ 33.021$, y el ingreso promedio para una familia era de 35.795$. El ingreso per cápita para la localidad era de 15.263$. Los hombres tenían un ingreso per cápita de 28.924$ contra 19.559$ para las mujeres.

## Geografía
Newton está situado en 31°20′40″N 85°35′34″O / 31.34444, -85.59278 (31.344452, -85.592702).
Según la Oficina del Censo de los EE. UU., la ciudad tiene un área total de 14.33 millas cuadradas (37.10 km²).